# Photinella media
Photinella media es una especie de mantis de la familia Mantidae.

## Distribución geográfica
Se encuentra en Brasil y Paraguay.